# Нівниця
Нівниця (пол. Niwnica) — село в Польщі, у гміні Ниса Ниського повіту Опольського воєводства.
Населення — 765 осіб (2011).

## Демографія
Демографічна структура станом на 31 березня 2011 року:
|          | Загалом | Допрацездатний вік | Працездатний вік | Постпрацездатний вік |
| -------- | ------- | ------------------ | ---------------- | -------------------- |
| Чоловіки | 378     | 79                 | 267              | 32                   |
| Жінки    | 387     | 73                 | 240              | 74                   |
| Разом    | 765     | 152                | 507              | 106                  |